# هايتشنغ
هايتشنغ (بالصينية: 海城市) هي مدينة على مستوى مقاطعة، في الصين، تقع في آنشان، وينغكو، وآنشان، بلغ عدد سكانها 1,293,877 نسمة وذلك حسب إحصائيات سنة 2010، تبلغ مساحتها 2,734 كيلومتر مربع، رمزها البريدي هو 114200.

## التقسيمات الإدارية
- Pailou, Liaoning [الإنجليزية]‏
- Yingluo, Liaoning [الإنجليزية]‏
- Wangshi, Liaoning [الإنجليزية]‏
- Gengzhuang  [لغات أخرى]‏.

## أعلام
- تشاو جيوي
- يو يانغ